# Maarsseveense Plassen
De Maarsseveense Plassen is een recreatiegebied in Maarsseveen, gemeente Stichtse Vecht, in de Nederlandse provincie Utrecht.
Het recreatiegebied bestaat uit de Grote Plas, een rechthoekige recreatieplas van ongeveer 2000 × 500 meter, en de Kleine Plas, die hoofdzakelijk door vissers en mensen die hun hond uitlaten bezocht wordt. Beide zijn ontstaan door zandwinning in de jaren 1960 ten behoeve van de aanleg van de Utrechtse wijk Overvecht.
Het zeer schone water van de Grote Plas is op sommige plekken tot 30 meter diep en er zijn dan ook een paar duikclubs actief. Daarnaast zijn er uitgebreide recreatieve voorzieningen en op mooie zomerdagen trekt het recreatiecentrum vele duizenden bezoekers. Er is een strand waarvoor betaald moet worden, met twee ingangen. Bij de ingang Westbroekse Binnenweg aan de noordzijde van de plas ligt een afgescheiden naaktstrand. In topjaren telt het betaalde gedeelte zo'n 128.000 bezoekers. Het grootste gedeelte van de plas is vrij toegankelijk en heeft een keur aan ligweiden aan het water waaronder twee naaktstrandjes (ook aan de noordkant van de plas). Rond de plas loopt een geasfalteerd voet-/fietspad dat in gebruik is bij joggers, skaters, fietsers en wandelaars. Ook worden er regelmatig hardloopwedstrijden gehouden. De lengte van dit pad rond de plas is bijna 5 km. Vogels als de kleine karekiet, fuut, meerkoet en wilde eend zijn aan de waterrand te vinden en tjiftjaf, koolmees, boomklever, boomkruiper, zwartkop, winterkoninkje, spotvogel en glanskop in de bomen en struiken.

## Bereikbaarheid
Vertrek van de Maarsseveense Plassen:
- U-OV buslijn 13 (gereden met een klein busje) vertrekt van maandag t/m zaterdag tot ongeveer 19.30 uur van diverse haltes aan de Gageldijk (ten zuidwesten van de plas).
- Tijdens andere tijdstippen kan men U-OV buslijn 6 vanaf de Nebraskadreef in Utrecht nemen.